# Fraktursatz

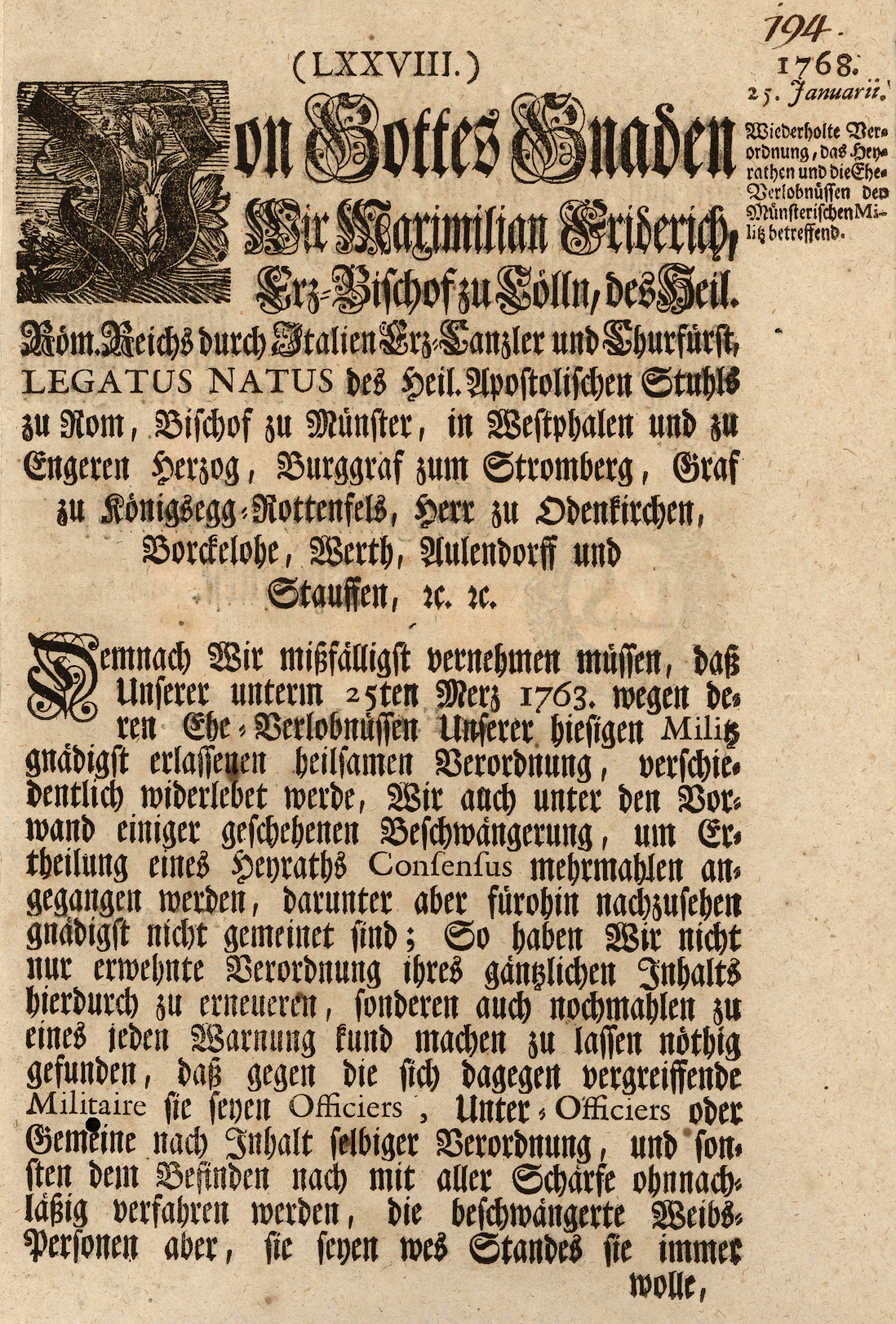
Historisches Beispiel für Fraktursatz mit fremdsprachigen Wörtern, 1768

Fraktursatz bezeichnet den Schriftsatz deutschsprachiger Texte in der Fraktur und anderen gebrochenen Schriftarten von Satzschrift. Folgende orthographische und typographische Regeln unterscheiden sich vom Antiquasatz.

## ſ, s und ß

Wachs-tube mit rundem s, Wach-stube mit langem s und st-Ligatur

Die Fraktur unterscheidet zwischen zwei Varianten des Buchstabens »s«. Das lange s (»ſ«) kann nur am Wortanfang und im Wort erscheinen. Am Silben- oder Wortende wird das runde s (»s«, auch Schluss-s) geschrieben. Deshalb muss, wenn in gebrochenen Schriften geschrieben, in Muskel, Donnerstag oder Arabeske ein rundes s stehen, ebenso wie vor k innerhalb einiger eingedeutschter Wörter: brüsk, grotesk, Kiosk, Obelisk.
Das »lange ſ« steht sonst fast überall, insbesondere am Silbenanfang (auch vor k) und immer bei ſch, wenn dies den einheitlichen Laut sch bedeutet, und bei ſp, ſſ und ſt innerhalb eines einfachen, nicht zusammengesetzten Worts. Als Ausnahme von der Regel steht ſ auch, wenn (nach Konventionen vor der Orthographischen Konferenz von 1901) die Silbentrennung nach dem ſ erfolgt (Knoſ-pe, Waſ-ſer, faſ-ten).
Diese Unterscheidung kann bisweilen sogar die Wortbedeutung klarer machen: »Wachſtube« wäre also eine Wach-stube, »Wachstube« eine Wachs-tube.
Es können nie zwei runde s aufeinanderfolgen. Sollten am Wortende zwei s aufeinanderfolgen, müssten sie in Fraktur deswegen als ſs oder als Ligatur ß (»Eszett«) gesetzt werden. Heyse selbst, der Entwickler der Heyseschen ß-Schreibung (»dass«, »muss«, »Fluss«), schrieb am Ende eines Wortes oder einer Silbe ſs (Meſsergebnis, daſs) und hatte dafür sogar eigene Ligaturen, die sich aber nicht durchsetzten. Die Verwendung der unverbundenen Buchstaben ſs ist in der Orthographischen Konferenz von 1901 zugunsten der Ligatur abgeschafft worden. Für den heutigen Fraktursatz empfiehlt unter anderem der (reformierte) Duden aufgrund der Rechtschreibreform von 1996 wieder, »Faſs« statt »Faß« zu setzen.

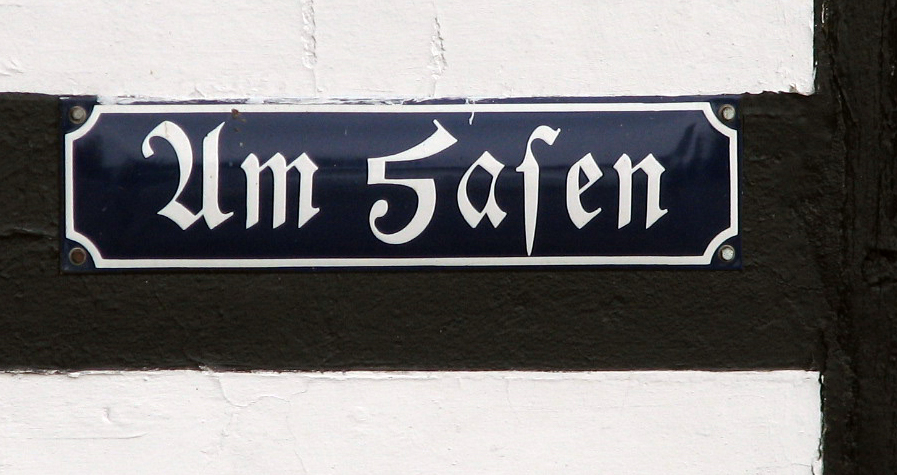
Verwechslung des langen s mit f: Die Straße heißt nicht (wie geschrieben) »Am Hasen«, sondern »Am Hafen«.

Die Verwendung von ſ und s sowie dessen Ligaturen ß und ﬅ ist nicht an die Frakturschrift gebunden. Sie tauchte bereits in der vorkarolingischen Minuskelschrift auf und war bis zum Ende des 18. Jahrhunderts auch im Antiquasatz der meisten europäischen Sprachen üblich. Sie überlebte aber im Fraktursatz weit länger, der in Deutschland noch bis 1941 Standard war,  und wird daher heute als eine Eigenheit der Frakturschrift wahrgenommen.

## Ligaturen

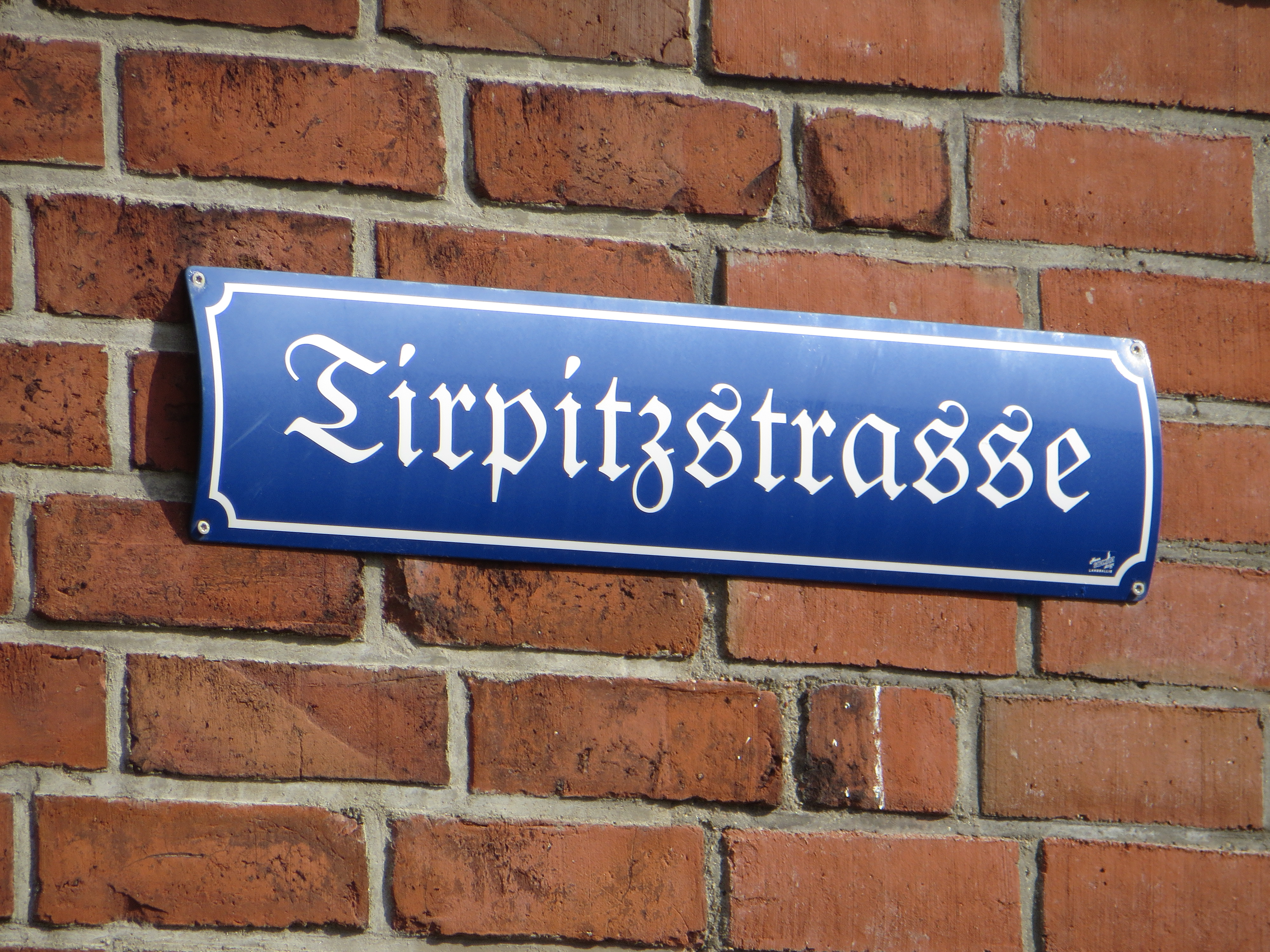
Straßenschild der Tirpitzstraße in Flensburg-Mürwik als Beispiel für fehlerhaften Fraktursatz. Das tz müsste eine Ligatur sein, ebenso das st in »strasse« (mit langem s), statt ss müsste ß stehen.

Im Fraktursatz finden sich viele Ligaturen, von denen einige obligatorisch und bedeutungsunterscheidend sind. Das sind insbesondere die Zwangsligaturen ch, ck, ſt und tz. Es gibt noch weitere Ligaturen, die jedoch nicht zwingend verwendet werden müssen, wie etwa tt und ſch.

## Auszeichnungen

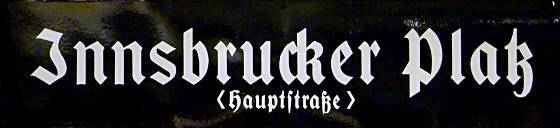
Zwangsligaturen ch, ck, ſt und tz bleiben im gesperrten Satz erhalten.

Da Fraktur-Schriften selten über einen fetten und fast nie über einen passenden kursiven Schriftschnitt verfügen und weil Kapitälchen oder Versalsatz wegen der schnörkeligen Gestalt der Großbuchstaben nur schlecht zu lesen wäre, werden Textstellen üblicherweise durch Sperren hervorgehoben. Im Sperrsatz werden Ligaturen aufgelöst – mit Ausnahme der deshalb so bezeichneten Zwangsligaturen ch, ck, ſt und tz; allerdings sollte die Ligatur ſt im Sperrsatz zwar nicht gesperrt, aber getrennt gesetzt werden. Auch der Buchstabe ß, ursprünglich selbst eine Ligatur, beziehungsweise entsprechend der Rechtschreibreform von 1996 sein Pendant ſs wird nicht gesperrt.
Eine verbreitete Methode zur Textauszeichnung im Fraktursatz war die Verwendung einer zweiten gebrochenen Schrift. Eine beliebte Kombination war lange Zeit die Verwendung von Schwabacher zur Auszeichnung von einzelnen Wörtern oder Satzteilen in Fraktur-Texten.

## Antiqua
Bis zum Ende des 18. Jahrhunderts wurden alle Wörter fremdsprachiger Herkunft in Antiqua gesetzt (wie Nation). Wörter, hauptsächlich Verben, die aus einer Fremdsprache stammten, aber inzwischen deutsche Endungen trugen, wurden in beiden Schriften dargestellt: der fremdsprachige Teil in Antiqua, der deutsche in Fraktur (wie arrangiren, Nationen).
Im 19. Jahrhundert liberalisierte sich diese Praxis. Seither werden nur noch lateinische und andere fremdsprachige Abschnitte in Antiqua gesetzt, ebenso einzelne fremdsprachige Wörter oder Floskeln, die nicht als eingedeutscht gelten (wie en masse oder in flagranti oder auch etc., für letzteres existierte in viele Frakturschriften aber auch eine spezielle Ligatur). Wörter, deren Rechtschreibung der deutschen folgt, werden hingegen in Fraktur wiedergegeben, auch wenn sie sichtlich fremdsprachigen Ursprungs sind (wie arrangieren, Nationen, Adagio, T-Shirt, Ketchup). Wegen besserer Lesbarkeit werden auch Abkürzungen aus Großbuchstaben (wie BGB oder USA) in Antiqua gesetzt.
Während fremdsprachige Eigennamen bis zur Liberalisierung der Schriftpraxis für gewöhnlich in Antiqua gehalten waren, werden sie seither in Fraktur geschrieben, wobei fremdsprachige Sonderzeichen, wenn sie im Fraktursatz nicht vorhanden sind, in Antiqua wiedergegeben werden (Nîmes oder Nîmes). Die Schreibpraxis ist allerdings ambivalent und hängt zum Teil von der persönlichen Empfindung des Autors ab (Covent Garden vs. Covent Garden, Théâtre l’Odéon vs. Théâtre l’Odéon).

## Ziffern
Die Ziffern werden bei anspruchsvollem Schriftsatz üblicherweise als Mediävalziffern gesetzt.

## Belege
1. ↑  Wolf Busch: Heysesche s-Schreibung in Frakturschrift. http://flitternikel.onlinehome.de/heyse-s.html
2. ↑  Richard L. Niel: Satztechnisches Taschen-Lexikon. Wien 1925, S. 871.
3. ↑  Duden, Band 1, Rechtschreibung der deutschen Sprache. 20., neubearb. und erw. Auflage. Dudenverlag, Mannheim/Wien/Zürich 1991, ISBN 3-411-04010-6, Richtlinien für den Schriftsatz, S. 73.
4. ↑  Der Große Duden Wörterbuch und Leitfaden der deutschen Rechtschreibung Leipzig 1986, S. 706.